# Мондегу
Мондегу (на португалски: Mondego, на латински: Munda) е река в Централна Португалия (окръзи Гуарда, Визеу и Коимбра), вливаща се директно в Атлантическия океан. Дължина 220 km (втората по дължина изцяло португалска река), площ на водосборния басейн 6770 km².

## Географска характеристика
Река Мондегу води началото си на 1400 m н.в., от североизточния склон на най-високата част на планината Сера да Ещрела (най-високата планина на Португалия), в югозападната част част на окръг Гуарда. В началото тече на североизток, след това рязко завива на югозапад, като по този начин заобикаля планината Сера да Ещрела и запазва това направление до устието си. До град Коимбра Мондегу е типична планинска река с тясна и дълбока долина и бързо течение. При Коимбра излиза от планините, пресича в западна посока широката до 40 km Приморска низина и се влива в Атлантическия океан, при град Фигейра да Фош в окръг Коимбра.
Площта на водосборния басейн на река Мондегу възлиза на 6770 km², с добре развита двустранно речна мрежа. На север и юг водосборният басейн на Мондегу граничи с водосборните басейни на реките Вога, Зезери и други по-малки, вливащи се директно в Атлантическия океан, а на североизток – с водосборните басейни на реките Тавура и Коа (леви притоци на Дуеро).
Основни притоци:
- леви – Алва, Сейра, Сори, Прангу;
- десни – Дан.[1]

Река Мондегу има предимно дъждовно подхранване с ясно изразено зимно пълноводие и лятно маловодие. Среден годишен отток в долното течение 108 m³/sec, като оттокът на реката е резки тодишни и многогодишни колебания и се изменя от 1 m³/sec до 3000 m³/sec.

## Стопанско значение, селища
Река Мондегу има важно транспортно и иригационно значение. В долното си течение, до град Коимбра реката е плавателна по време на пълноводие за плиткогазещи съдове. Водите ѝ в Приморската низина се използват за напояване на обширни земеделски земи.
Долината на Мондегу е гъсто заселена, като по-големите селища са градовете: Нелаш, Коимбра, Фигейра да Фош.